# Energia potenziale
In fisica, l'energia potenziale di un oggetto è l'energia che esso possiede a causa della sua posizione o del suo orientamento rispetto a un campo di forze. Nel caso si tratti di un sistema, l'energia potenziale può dipendere dalla disposizione degli elementi che lo compongono. Si può vedere l'energia potenziale anche come la capacità di un oggetto (o sistema) di trasformare la propria energia in un'altra forma di energia, come ad esempio l'energia cinetica. Il termine "energia potenziale" fu coniato da Rankine nel 1853. Nel sistema internazionale è misurata in joule (J).
Si tratta di una funzione scalare delle coordinate dell'oggetto nel sistema di riferimento utilizzato. Dato un campo vettoriale conservativo, l'energia potenziale è la sua capacità di compiere lavoro: il lavoro relativo a una forza che agisce su un oggetto è l'integrale di linea di seconda specie della forza valutato sul cammino compiuto dall'oggetto, e se essa è conservativa il valore di questo integrale non dipende dal tipo di cammino seguito. Quando si ha a che fare con forze conservative si può definire un potenziale scalare definito in tutto lo spazio, usualmente il potenziale è definito come l'energia potenziale fratto la variabile che è responsabile della forza. In particolare, dal punto di vista matematico tale potenziale esiste solo se la forza è conservativa, e del resto si assume che per tutte le forze conservative si può sempre definire fisicamente un'energia potenziale.
L'energia potenziale può essere definita anche per il campo magnetico, che non è conservativo, nelle regioni in cui vi è assenza di correnti elettriche. In tal caso, infatti, il rotore del campo è nullo. L'energia potenziale magnetica di un magnete in un campo magnetico è definita come il lavoro della forza magnetica (il momento meccanico) nel ri-allineare il momento di dipolo magnetico.

## Definizione
Se in una regione di spazio sono presenti una qualche forza e un oggetto che è sensibile alla presenza della forza, l'energia potenziale (associata alla forza) posseduta dall'oggetto è definita come la differenza tra l'energia che esso possiede a causa della forza in una data posizione nello spazio e l'energia posseduta in una posizione scelta come riferimento. Quindi nella posizione scelta come riferimento l'energia potenziale è nulla.
L'energia potenziale è definibile come il lavoro necessario a portare a distanza infinita due molecole, ed è pari a zero quando la distanza tra le molecole è infinita.
Data una forza {\displaystyle \mathbf {F} }, il lavoro {\displaystyle W} lungo una curva {\displaystyle C} è dato in generale dalla relazione:
{\displaystyle W=\int _{C}\mathbf {F} \cdot \mathrm {d} \mathbf {x} }
che in forma locale si scrive:
{\displaystyle \delta W=\mathbf {F} \cdot \mathrm {d} \mathbf {x} }
Nel caso il campo di forze sia conservativo, il lavoro non dipende dal tipo di percorso compiuto, ma soltanto dall'entità della forza agli estremi del cammino (gli estremi di integrazione): il differenziale {\displaystyle \delta W} è allora un differenziale esatto, e il campo conservativo corrisponde (per definizione) al gradiente di un campo scalare {\displaystyle V}, chiamato potenziale. In questo caso, se l'oggetto si sposta da un punto {\displaystyle \mathbf {r} _{A}} a un punto {\displaystyle \mathbf {r} _{B}} la forza esercitata dal campo compie un lavoro pari all'opposto {\displaystyle -\Delta U} della differenza {\displaystyle \Delta U=U(\mathbf {r} _{B})-U(\mathbf {r} _{A})} tra l'energia potenziale posseduta dall'oggetto nelle due posizioni iniziale e finale:
{\displaystyle W=\int _{A}^{B}\mathbf {F} \cdot \mathrm {d} \mathbf {x} =-[U(\mathbf {r} _{B})-U(\mathbf {r} _{A})]=-\Delta U}
Il motivo del segno meno, per cui il lavoro è pari all'opposto dell'energia, è il fatto che in questo modo a un lavoro positivo corrisponde una riduzione dell'energia potenziale. Poiché è possibile fissare arbitrariamente il livello zero dell'energia potenziale, essa viene definita a meno di una costante additiva. Nel caso più semplice, in cui il moto si svolge in una sola direzione, l'energia potenziale di una forza conservativa è pari a una qualche primitiva della forza, cambiata di segno:
{\displaystyle F(x)=-{\frac {\operatorname {d} }{\operatorname {d} x}}U(x)\qquad U(x)=-\int _{x_{0}}^{x}F(\xi )\operatorname {d} \xi +U(x_{0})}
dove {\displaystyle U(x_{0})} è la costante additiva. Fissando {\displaystyle x_{0}} si determina qual è la primitiva, e pertanto si rende necessario imporre delle condizioni al contorno: per le forze nulle all'infinito si utilizza la condizione al contorno di Dirichlet {\displaystyle U(\infty )=0}, detta condizione di località.
Nel caso tridimensionale, se il dominio è un insieme stellato il lemma di Poincaré fornisce una condizione sufficiente e necessaria affinché nel punto {\displaystyle (x,y,z)} la forza sia l'opposto {\displaystyle -\nabla U} del gradiente {\displaystyle \nabla U} di un potenziale scalare {\displaystyle U} (ovvero sia conservativa):
{\displaystyle \mathbf {F} (x,y,z)=-\nabla U(x,y,z)}
Inoltre, l'integrale si può separare:
{\displaystyle {\begin{aligned}U(x,y,z)&=-\int _{(0,0,0)}^{(x,y,z)}\mathbf {F} \cdot \mathbf {\operatorname {d} \!s} +\mathrm {costante} \\&=-\int _{x_{0}}^{x}\mathbf {F} (t,0,0)\cdot \mathbf {e} _{1}\operatorname {d} \!t-\int _{y_{0}}^{y}\mathbf {F} (x,t,0)\cdot \mathbf {e} _{2}\operatorname {d} \!t-\int _{z_{0}}^{z}\mathbf {F} (x,y,t)\cdot \mathbf {e} _{3}\operatorname {d} \!t+\mathrm {costante} \end{aligned}}}
dove il punto {\displaystyle (0,0,0)} è scelto arbitrariamente e i vettori {\displaystyle \mathbf {e} _{1}}, {\displaystyle \mathbf {e} _{2}} e {\displaystyle \mathbf {e} _{3}} sono i versori canonici di {\displaystyle \mathbb {R} ^{3}}.

## Esempi
- Alla forza di gravità corrisponde l'energia potenziale gravitazionale. Se un corpo di massa {\displaystyle m} è posto in prossimità della superficie terrestre, a un'altezza {\displaystyle h} rispetto a una quota di riferimento scelta arbitrariamente, esso ha un'energia potenziale:

{\displaystyle U_{(h)}=mgh}
essendo g = 9,81 m/s² l'intensità dell'accelerazione di gravità. Se, invece, la distanza di una massa {\displaystyle m} dalla superficie terrestre, o di qualunque altro corpo, è arbitraria, allora l'energia potenziale a una distanza {\displaystyle r} dal centro del corpo celeste è definita dalla relazione generale:
{\displaystyle U_{(\mathbf {r} )}=-G{\frac {Mm}{r}}}  dove {\displaystyle G} è la costante di gravitazione universale e {\displaystyle M} la massa del corpo maggiore. In quest'ultima il livello di zero di {\displaystyle U} è posto a distanza infinita dal corpo celeste, e di conseguenza i valori di {\displaystyle U} sono sempre negativi.
- La forza di Coulomb ammette un'energia potenziale elettrica. Una carica {\displaystyle q} posta a distanza {\displaystyle r} dalla carica {\displaystyle Q} generatrice del campo, possiede un'energia potenziale:

{\displaystyle U_{(\mathbf {r} )}={\frac {1}{4\pi \varepsilon }}{\frac {Qq}{r}}}essendo permittività elettrica {\displaystyle \varepsilon =\varepsilon _{0}\varepsilon _{r}}, dove {\displaystyle \varepsilon _{0}} è la costante dielettrica del vuoto e {\displaystyle \varepsilon _{r}} la costante dielettrica relativa all'eventuale mezzo.
- La forza elastica è conservativa e la sua energia potenziale è chiamata energia elastica:

{\displaystyle U_{(x)}={\frac {1}{2}}kx^{2}}dove {\displaystyle k} è la costante elastica della molla e {\displaystyle x} lo spostamento rispetto alla posizione di riposo della molla.

### Esempio numerico
Una forza di posizione agente su un punto materiale qualsiasi dello spazio tridimensionale in un sistema di riferimento viene definita in particolare come:
{\displaystyle \mathbf {F} =(2xy-\sin(yz),x^{2}-xz\cos(yz),-xy\cos(yz)+3e^{z})}
dove {\displaystyle x}, {\displaystyle y}, {\displaystyle z} sono le coordinate cartesiane di un generico punto nel riferimento, e agisce su un punto materiale di massa {\displaystyle m}.
Si nota subito che questa forza è di tipo non locale, in quanto non è nulla all'infinito:
{\displaystyle {\lim _{x,y,z\to \infty }2xy-\sin(yz)\neq 0\qquad \lim _{x,y,z\to \infty }x^{2}-xz\cos(yz)\neq 0\qquad \lim _{x,y,z\to \infty }-xy\cos(yz)+3e^{z}\neq 0}=T}
Il calcolo del lavoro della forza lungo la curva {\displaystyle \Gamma } parametrizzata da:
{\displaystyle \lambda (t)=(t^{2}-4,\sin(t),{\frac {1}{1+t^{2}/\pi ^{2}}})\qquad t\in [0:\pi ]}
avviene tramite un integrale curvilineo, oppure controllando che possa esistere una funzione energia potenziale associata alla forza {\displaystyle \mathbf {F} }. La forza è definita su tutto {\displaystyle \mathbb {R} ^{3}}. Per il lemma di Poincaré se il campo è irrotazionale esiste una funzione energia potenziale associata. 
Il rotore di {\displaystyle \mathbf {F} } è:
{\displaystyle \nabla \times \mathbf {F} =\mathbf {i} \ (-x\cos(yz)-xyz\sin(yz)+x\cos(yz)+xyz\sin(yz))+\mathbf {j} \ (-y\cos(yz)+y\cos(yz))+\mathbf {k} (2x-z\cos(yz)-2x+z\cos(yz))=0}
Il campo è quindi conservativo: ciò significa che il lavoro compiuto dalla forza non dipende dalla traiettoria del corpo. La funzione energia potenziale si calcola nel seguente modo:
{\displaystyle {\begin{aligned}U(x,y,z)&=-\int _{0}^{x}\mathbf {F} (\tau ,0,0)\cdot \mathbf {e} _{1}\operatorname {d} \!\tau -\int _{0}^{y}\mathbf {F} (x,\tau ,0)\cdot \mathbf {e} _{2}\operatorname {d} \!\tau -\int _{0}^{z}\mathbf {F} (x,y,\tau )\cdot \mathbf {e} _{3}\operatorname {d} \!\tau \\&=-\int _{0}^{x}(2\tau \cdot 0+0)\operatorname {d} \!\tau -\int _{0}^{y}(x^{2}-0)\operatorname {d} \!\tau -\int _{0}^{z}\left(-xy\cos(y\tau )+3e^{\tau }\right)\operatorname {d} \!\tau \\&=-x^{2}y+x\sin(yz)-3e^{z}+\mathrm {costante} \end{aligned}}}
Imponendo la condizione di località:
{\displaystyle \lim _{x,y,z\to \infty }-x^{2}y+x\sin(yz)-3e^{z}+\mathrm {cost} =0\rightarrow \mathrm {cost} =\infty }
Risulta quindi che il campo di energia potenziale è di tipo non locale (come anche la forza che la origina). Chiamando:
{\displaystyle A=\lambda (0)=(-4,0,1)} e {\displaystyle B=\lambda (\pi )=(\pi ^{2}-4,0,1/2)}
il lavoro compiuto dalla forza lungo la traiettoria {\displaystyle \Gamma } è funzione dei soli estremi del percorso e pari a:
{\displaystyle L_{\Gamma }=L_{AB}=U(A)-U(B)=3({\sqrt {e}}-1)}
Come si vede l'imposizione della condizione di località non ha alcun influsso sul lavoro (né l'avrebbe sulla forza). Inoltre, se la forza {\displaystyle \mathbf {F} } è l'unica forza presente, si conserva l'energia meccanica del sistema {\displaystyle E}, anche se risulta infinita:
{\displaystyle E=T+U={\frac {1}{2}}m\left({\dot {x}}^{2}+{\dot {y}}^{2}+{\dot {z}}^{2}\right)-x^{2}y+x\sin(yz)-3e^{z}+\infty =\mathrm {cost} =+\infty }
e quindi la conservatività della quantità meccanica:
{\displaystyle {\frac {1}{2}}m\left({\dot {x}}^{2}+{\dot {y}}^{2}+{\dot {z}}^{2}\right)-x^{2}y+x\sin(yz)-3e^{z}=\mathrm {cost.} }
non dipende dalla condizione di località.